# Solidarność 1980–1990 (monety)
Solidarność 1980–1990 – seria 8 monet w 5 nominałach, wybitych: w miedzioniklu, srebrze albo złocie, z jednakowym wzorem rewersu, upamiętniająca dziesiątą rocznicę wydarzeń w Gdańsku i na wybrzeżu z sierpnia 1980 r., wprowadzona przez Narodowy Bank Polski do obiegu (powszechnego albo kolekcjonerskiego) 2 czerwca 1990 r.

## Awers i rewers
Na rewersie przedstawiono Pomnik Poległych Stoczniowców 1970 na tle panoramy Gdańska, z napisem „SOLIDARNOŚĆ” w dolnej części. Na awersie umieszczono godło - orła w koronie, rok „1990", nazwę państwa „RZECZPOSPOLITA POLSKA” oraz nominał, a na monetach bitych w Warszawie, pod łapą orła znak mennicy. Projektantami byli: awers – Stanisława Wątróbska-Frindt albo Ewa Tyc-Karpińska, rewers – Bohdan Chmielewski.

## Opis
Dwie monety z ośmiu, jedna o nominale 10 000 złotych bita w miedzioniklu druga o nominale 100 000 złotych bita w srebrze na krążku o średnicy 39 mm, miały charakter obiegowo-okolicznościowy. Pozostałe, o nominałach od 20 000 złotych do 200 000 złotych, bite w srebrze lub złocie, były monetami kolekcjonerskimi wybitymi stemplem lustrzanym.
Sześć monet z ośmiu wyprodukowała Mennica Państwowa w Warszawie, pozostałe dwie – okolicznościową 100 000 złotych w srebrze i kolekcjonerską 200 000 złotych w złocie, o średnicy 39 mm, bito w Stanach Zjednoczonych.
Monety Solidarność 1980–1990 były pierwszymi wydanymi przez Narodowy Bank Polski po zmianie z dniem 1 stycznia 1990 roku nazwy państwa na „Rzeczpospolita Polska” i godła na orła w koronie.
Występowanie monet o tych samych nominałach ale o różnych średnicach, albo w różnych materiałach, bywa często źródłem nieporozumień wśród kolekcjonerów. Z tego powodu zazwyczaj w opisach, poza nominałem, dodaje się średnicę monety lub materiał, z którego została wykonana.
Srebrna moneta okolicznościowa 100 000 złotych bita w Stanach Zjednoczonych, na krążku o średnicy 39 mm, funkcjonuje dzisiaj na rynku kolekcjonerskim w czterech odmianach.

## Rodzaje monet
| Nominał         | Typ                        | Materiał      | Średnica (mm) | Masa (g) | Mennica           | Znak mennicy | Stempel   | Nakład (sztuk) | Uwagi              |
| --------------- | -------------------------- | ------------- | ------------- | -------- | ----------------- | ------------ | --------- | -------------- | ------------------ |
| 10 000 złotych  | okolicznościowa / obiegowa | miedzionikiel | 29,5          | 10,8     | Warszawa          | MW           | zwykły    | 15 164 010     |                    |
| 100 000 złotych | okolicznościowa / obiegowa | srebro Ag999  | 39            | 31,1     | Stany Zjednoczone |              | zwykły    | 500 000        | istnieją 4 odmiany |
| 100 000 złotych | kolekcjonerska             | srebro Ag999  | 32            | 31,1     | Warszawa          | MW           | lustrzany | 20 000         |                    |
| 20 000 złotych  | kolekcjonerska             | złoto Au999   | 18            | 3,1      | Warszawa          | MW           | lustrzany | 1004           |                    |
| 50 000 złotych  | kolekcjonerska             | złoto Au999   | 22            | 7,7      | Warszawa          | MW           | lustrzany | 1001           |                    |
| 100 000 złotych | kolekcjonerska             | złoto Au999   | 27            | 15,5     | Warszawa          | MW           | lustrzany | 1001           |                    |
| 200 000 złotych | kolekcjonerska             | złoto Au999   | 32            | 31,1     | Warszawa          | MW           | lustrzany | 1001           |                    |
| 200 000 złotych | kolekcjonerska             | złoto Au999   | 39            | 31,1     | Stany Zjednoczone |              | lustrzany | 2000           |                    |